# Porto Murtinho
Porto Murtinho es un municipio brasileño del estado de Mato Grosso del Sur, localizado en las coordenadas 21°41′56″S 57°52′58″O / -21.69889, -57.88278, sobre el río Paraguay, frente a la isla paraguaya de Margarita y a la localidad de Capitán Carmelo Peralta. La ciudad está en el valle de inundación del río, por lo que se encuentra rodeada por defensas que la protegen de las crecidas.

## Historia
Tuvo como antecedente al Fuerte Fecho dos Morros fundado por los brasileños violando los tratados con Paraguay por lo que años antes de la Guerra de la Triple Alianza las tropas paraguayas obligaron a los brasileños a desalojar el territorio.

Fundado en 1911, es considerado como la “última avanzada del Brasil sobre el río Paraguay”. Su nombre es un homenaje a Joaquim Murtinho, presidente del Banco Río e Mato Grosso.

## Clima
La temperatura máxima histórica registrada en Porto Murtinho fue de 43,4 °C, ocurrida el 16 de noviembre de 2023.

## Economía
Las actividades más representativas del municipio son la agricultura, el turismo ecológico y recientemente la minería con la extraccíon de cal.
Frente a la ciudad se encuentra la Isla Margarita, zona franca del Paraguay, por lo que el movimiento comercial es intenso.